# 维多利亚·泽伊内普·居内什
维多利亚·泽伊内普·居内什（土耳其語：Viktoriya Zeynep Güneş，1998年6月19日—），原名维多利亚·索恩采娃（烏克蘭語：Вікторія Солнцева），生于乌克兰波尔塔瓦，是一名代表土耳其参赛的女子游泳运动员，主攻蛙泳。她的母亲是一名游泳教练，姨母也曾从事游泳运动，她也正是受亲人的影响而于七岁时开始练习游泳。起初她代表乌克兰参赛，2014年，因克里米亞危機爆发，她移居至土耳其伊斯坦布尔，将姓名改为现名，并开始代表土耳其参赛。